# Family Circle Cup 1978
Family Circle Cup 1978 — жіночий тенісний турнір, що проходив на відкритих кортах з ґрунтовим покриттям Sea Pines Plantation у Гілтон-Гед-Айленді (США). Належав до турнірів категорії AAA в рамках Colgate Series 1978.  Відбувся вшосте і тривав з 10 квітня до 16 квітня 1978 року. Перша сіяна Кріс Еверт здобула титул в одиночному розряді й отримала за це 25 тис. доларів США.

## Фінальна частина

### Одиночний розряд
Кріс Еверт —  Керрі Рід 6–2, 6–0
- Для Еверт це був 2-й титул в одиночному розряді за рік і 80-й — за кар'єру.

### Парний розряд
Біллі Джин Кінг /  Мартіна Навратілова —  Мона Геррант /  Грір Стівенс 6–3, 7–5

## Розподіл призових грошей
| Дисципліна       | П       | F       | ПФ     | ЧФ     | 1/8    | 1/16 |
| Одиночний розряд | $26,000 | $13,000 | $6,200 | $3,000 | $1,600 | $900 |

## Нотатки
1. ↑  Турніри з призовими для жінок принаймні 100 тис. доларів.[1]